# Стара школа у Јабланици
Стара школа у Јабланици је једина сачувана зграда старе школе у Бољевачком крају. Саграђена седамдесетих година 19. века.

## Изглед
Основна школа у Јабланици саграђена је 1870. године. Налази у строгом центру села.
Зидана је од масивног камена и опеке. У њој су биле смештене две учионице и стан за учитеља. Имала је отворено огњиште.
Организован рад у основним школама почео је 1871. годие када је први учитељ Живко Поповић кренуо са радом и у Јабланичкој школи и овде радио пуних 29 година.
Зграда је служила сврси до 1922. године када је у Јабланици саграђена нова школска зграда.

## Историјат
Неколико година пре оснивања школе у Јабланици, у село је живело око хиљаду становника. По проценту оних који су знали да пишу, село је било на другом месту, одмах иза Бољевца. 
Један од главних разлога за знатнију писменост Јабланичана, у односу на остала места Црноречја, лежао у чињеници да су деца похађала наставу у Кривом Виру, а велики је утицај имала и близина манастира Крепичевца.

## Реновирање
Зграда је реновирана и адаптирана крајем 20. века и приведена новој намени. Данас је то сеоски дом културе намењен културним манифестацијама и народним весељима..

## Значај
Зграда старе основне школе у Јабланици је споменик културе прве категорије, а на основу Одлуке о проглашењу за културно добро СО Бољевац, бр. 633-493/80-07 од 15. маја 1980. године.